# Amt Wolfach

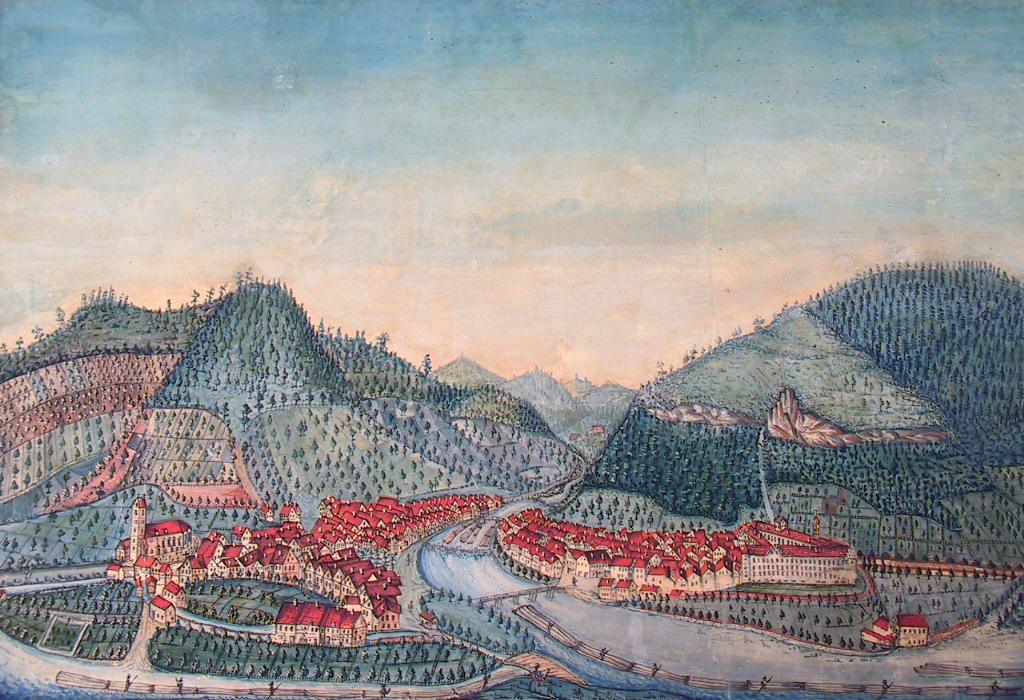
Wolfach 1836

Das Amt Wolfach war in napoleonischer Zeit eine Verwaltungseinheit im Süden des Großherzogtums Baden. Es bestand von 1807 bis 1813.

## Geschichte

### Historischer Hintergrund
Im hohen Mittelalter hatte sich im mittleren Schwarzwald am Oberlauf der Kinzig mit den Herren von Wolfach ein erstmals 1084 belegtes Adelsgeschlecht etablieren können, deren Stammsitz Burg Wolfach war. Ende des 13. Jahrhunderts fiel ihr Territorium auf dem Erbwege an das Haus Fürstenberg. Im Spätmittelalter war Wolfach zeitweilig Residenz einer fürstenbergischen Nebenlinie.
Unter dem Dach des Fürstentums Fürstenberg entstand schließlich das einem Landvogt unterstehende Oberamt Wolfach.

### In badischer Zeit

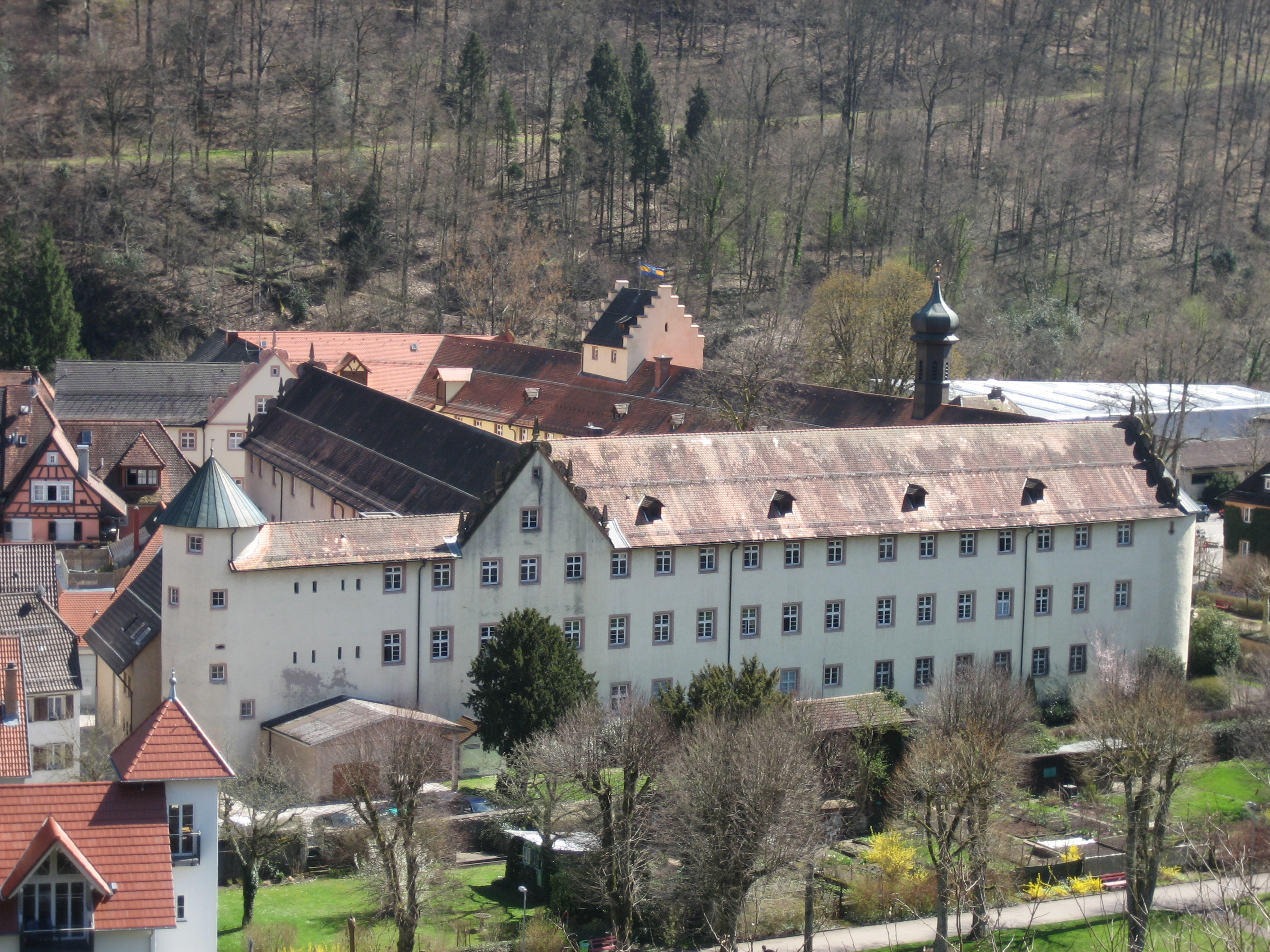
Schloss Wolfach, Sitz des Amtes

Mit der Rheinbundakte von 1806 wurde das Haus Fürstenberg mediatisiert, ihr Fürstentum zum größten Teil der badischen Landeshoheit unterstellt. Dessen Regierung errichtete daher im Sommer 1807 das standesherrliche Amt Wolfach, das sich, wie bereits zuvor, neben der namensgebenden Stadt, aus den Orten Oberwolfach, Schoppach, Rippoldsau, Wittichen, Schenkenzell, Hausach und St. Roman zusammensetzte. Im Rahmen der Verwaltungsstruktur des Landes wurde es der Provinz des Oberrheins, auch Badische Landgrafschaft genannt, zugeordnet.
Im Dezember 1807 wurde das Amt Wolfach dem landesherrlichen Obervogteiamt Triberg unterstellt. In Umsetzung des Novemberedikts von 1809 wurde diese Konstellation Anfang 1810 aufgehoben, das Amt Wolfach dem neu errichteten Kinzigkreis zugewiesen. Ende 1810 wurde es zum Donaukreis umgegliedert.
Nachdem die Aufhebung der Patrimonialgerichtsbarkeit 1813 eine einheitliche Zuständigkeit der Ämter ermöglicht hatte, entstand aus dem standesherrlichen Amt Wolfach, unter Rückkehr zum Kinzigkreis, das landesherrliche Bezirksamt Wolfach.

## Weitere Entwicklung
Unter mehrfacher Vergrößerung bestand das Bezirksamt Wolfach bis 1939, dann wurde es in den Landkreis Wolfach umgewandelt. Er wurde Anfang 1973 aufgelöst, dabei kam der Kernbereich mit Wolfach zum Ortenaukreis.